# 502
Năm 502 là một năm trong lịch Julius.